# مول أنطونيليانا

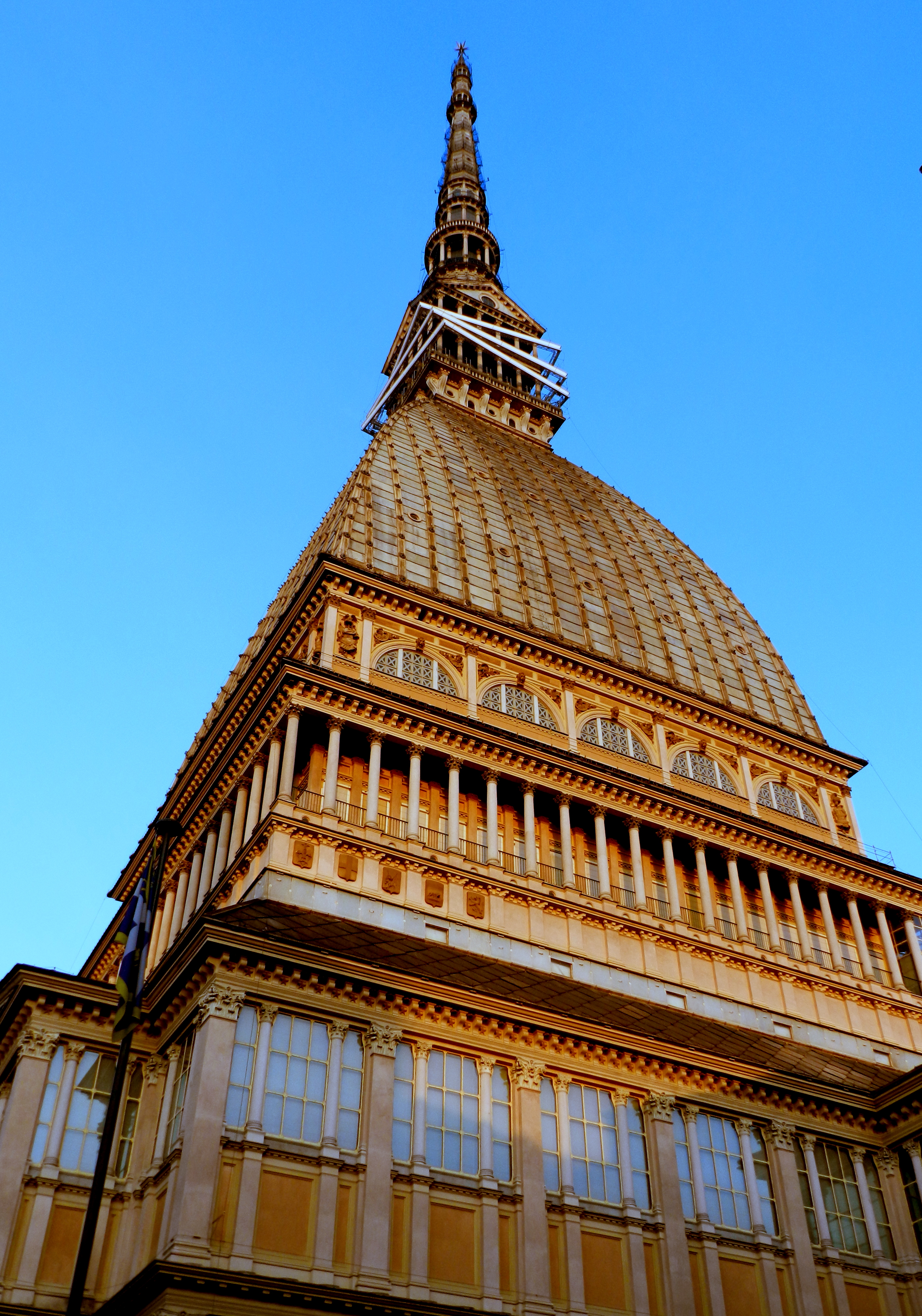
مولي أنتونيليانا، تورينو.

مولي أنتونيليانا (بالإيطالية: Mole Antonelliana)‏ يشكل معلماً بارزاً في مدينة تورينو الإيطالية. سمي تيمناً بالمهندس الذي بناه أليساندرو أنتونيلي. بدأ بناؤه عام 1863 وتم الانتهاء منه بعد 26 سنة بعد وفاة المهندس المعماري. اليوم يضم المتحف الوطني للسينما ويعتقد بأنه أطول متحف في العالم.

## معرض صور

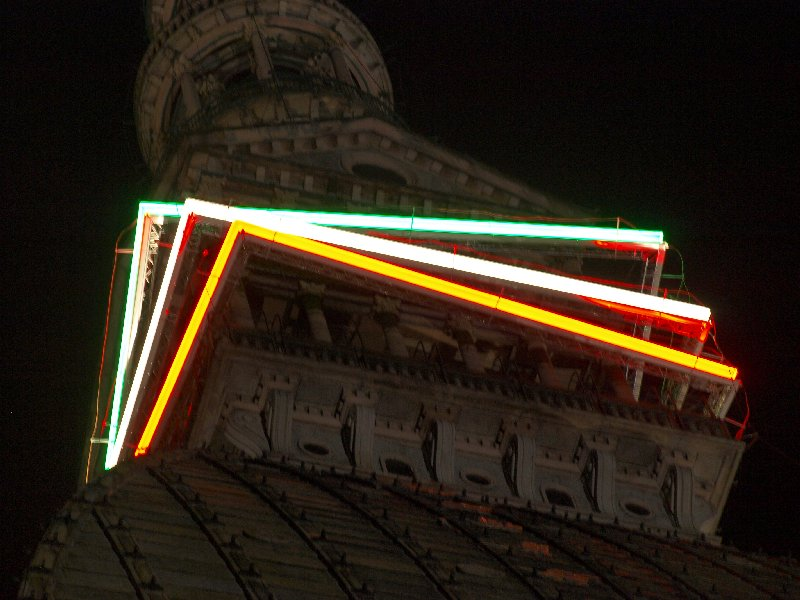
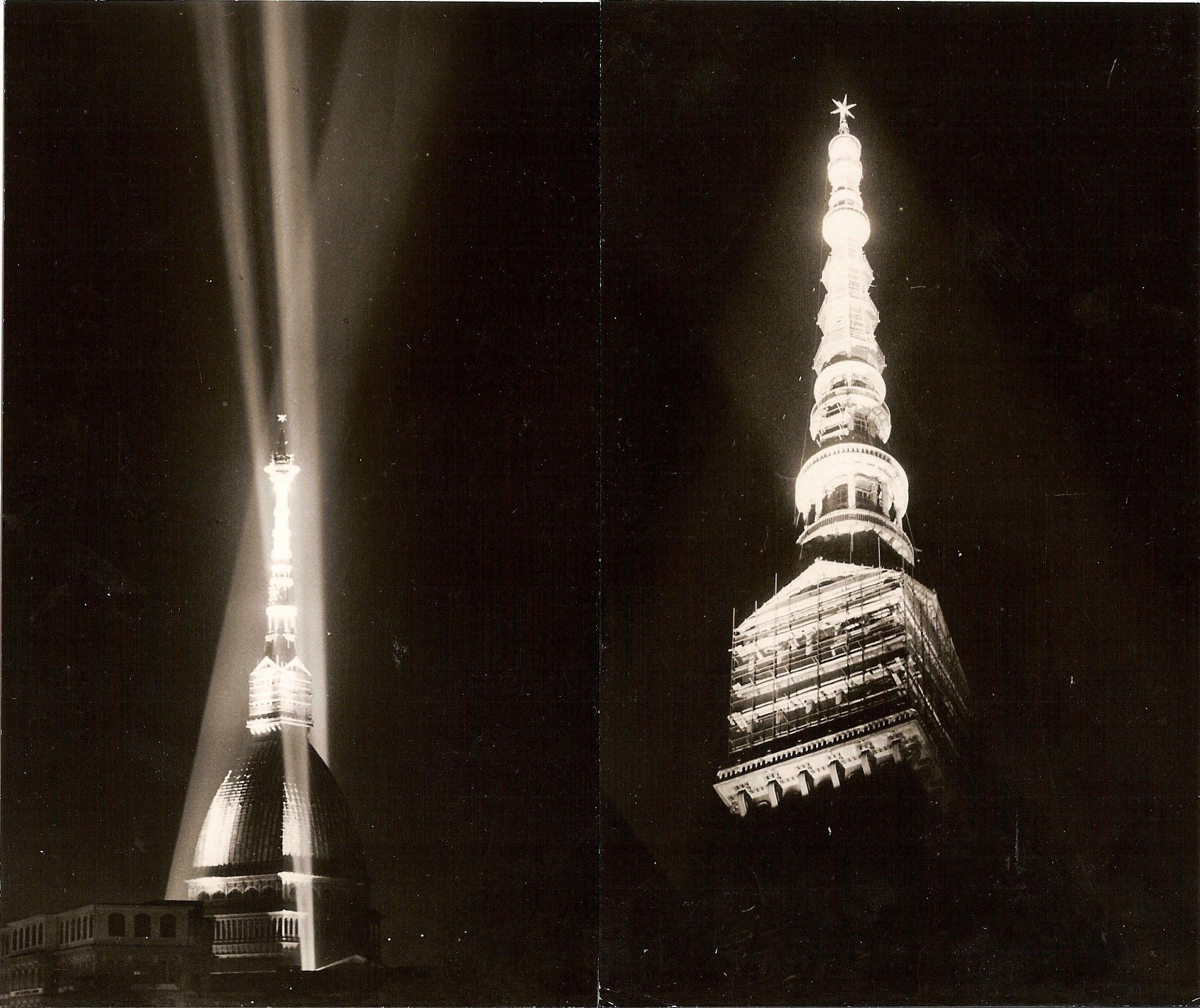
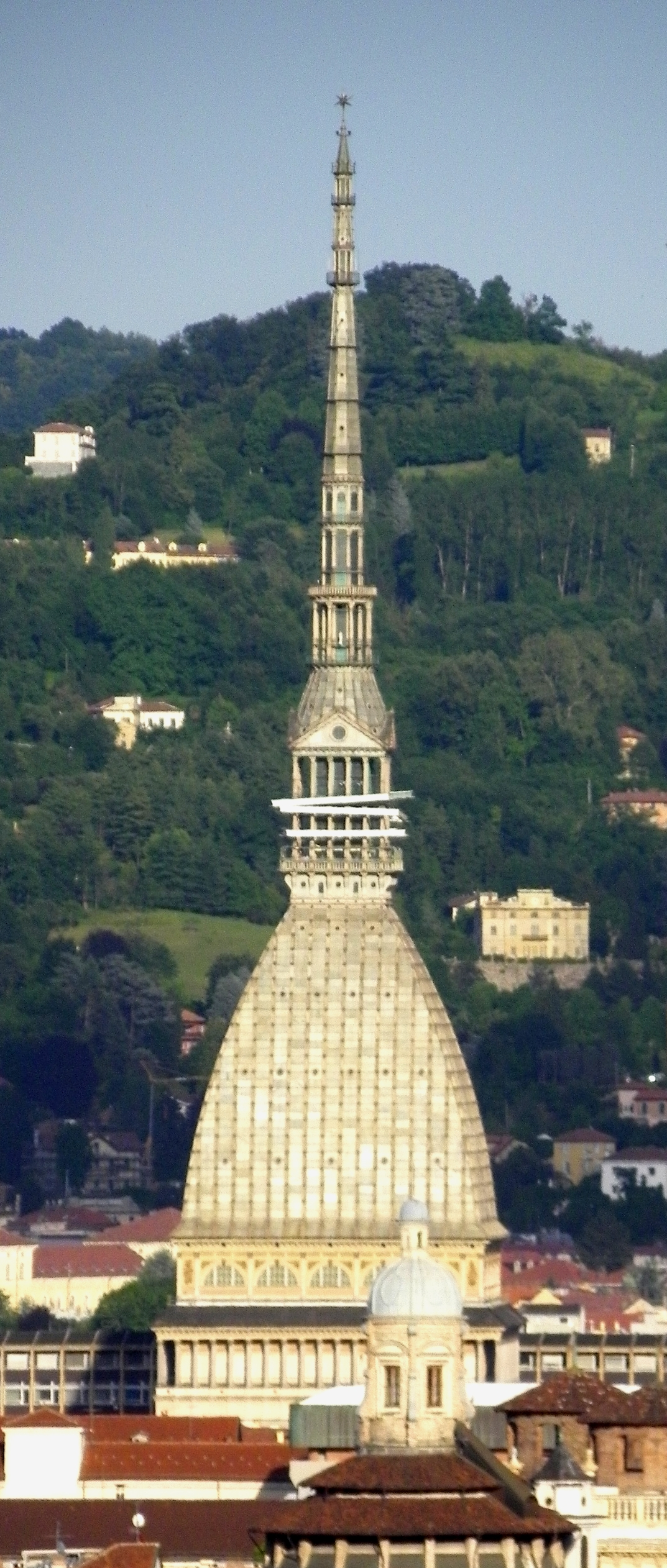
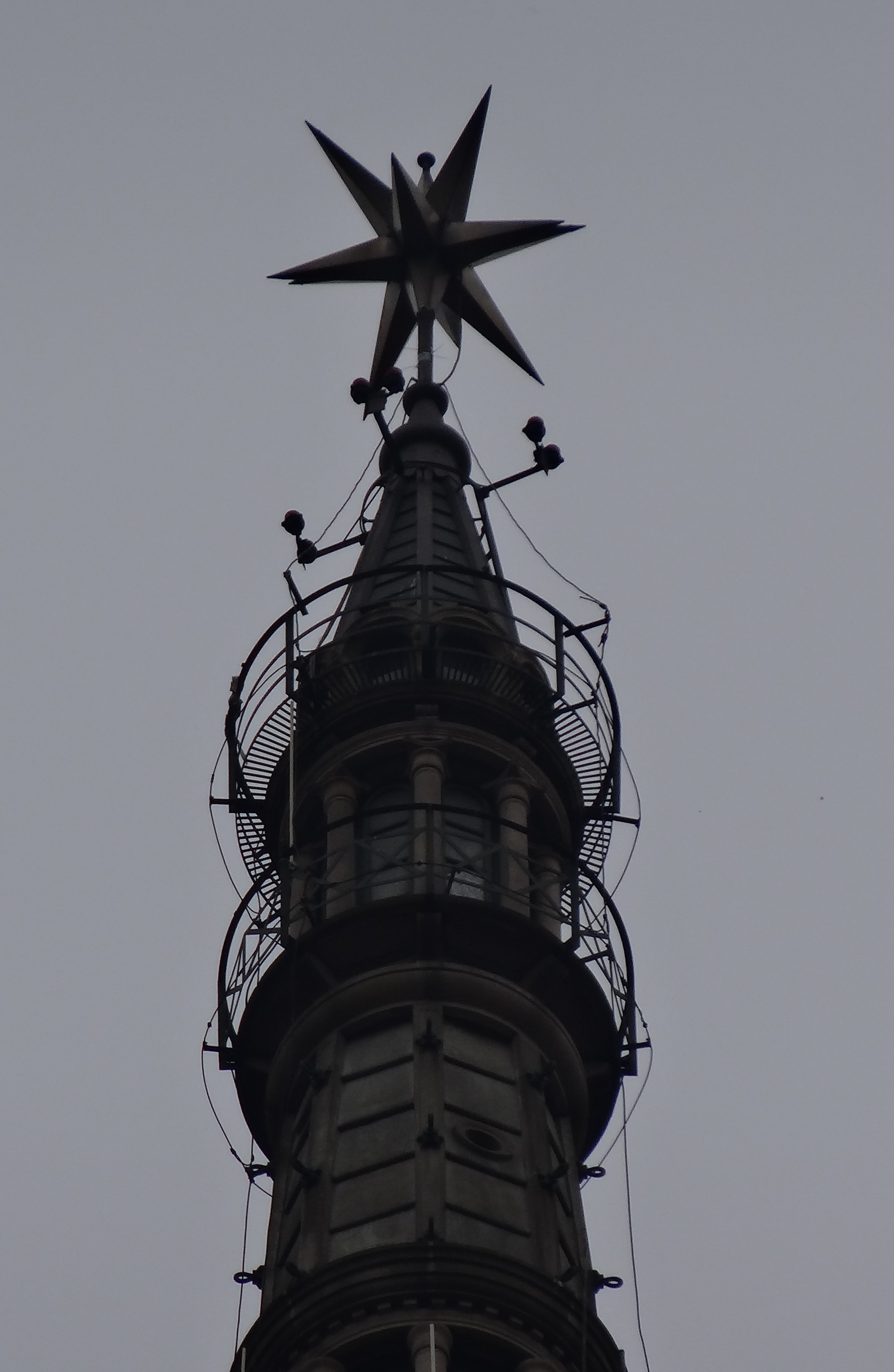